# Штепа, Борис Григорьевич
Борис Григорьевич Штепа (25 декабря 1922, Малая Перещепина, Полтавская губерния — 9 мая 1999, Москва) — учёный в области с.-х. мелиорации, член-корреспондент ВАСХНИЛ (1982).

## Биография
Участник Великой Отечественной войны.
Окончил Азербайджанский СХИ (1951).
Работа
- инженер (1951—1952), старший инженер (1952—1954) института «Закгипроводхлопок»,
- руководитель группы института «Азгипроводхоз» (1954—1957),
- руководитель группы (1957—1958), главный инженер проекта (1958—1960), зам. главного инженера (1960—1961), главный инженер (1961—1964), директор (1964—1971) института «Южгипроводхоз» (Баку).
- Заместитель министра мелиорации и водного хозяйства СССР (1971—1988).

Участник сюжета киножурнала «Фитиль» (номер 213, 1980), где подвергся критике за необоснованно завышенную оценку количеству и качеству рыбозаградительных сооружений в СССР.
Умер 9 мая 1999 года в Москве.

## Научная деятельность
Научные работы посвящены созданию мелиоративных систем, новых способов орошения; разработке новых конструкций мелиоративных гидротехнических сооружений; внедрению в мелиорацию полимерных материалов и конструкций.
Создал схему комплексного использования земельных и водных ресурсов в нижнем течении р. Волги. Разработал методику расчета полива по широким длинным полосам. Предложил проект новой конструкции сооружений для забора воды на горных и предгорных участках рек. Обосновал методику проектирования защиты каналов от талых и ливневых вод.
Получил 5 авторских свидетельств и патентов на изобретения.

### Сочинения
- Некоторые вопросы усовершенствования внутрихозяйственной сети полива зерновых и кормовых культур на Северном Кавказе : Дис … канд.техн.наук / Борис Григорьевич Штепа . — [б. м.] Ростов-на-Дону, 1971 . — 228 с. : ил.-Библиогр.:с.218-228 .
- Основы организации и технологии проектно-изыскательных работ для мелиоративного строительства: Курс лекций. — Новочеркасск, 1974. — 161 с.
- Мелиорация земель в СССР. — М.: ЦБНТИ Минводхоза СССР, 1978. — 45 с.
- Мелиорация земель на современном этапе. — М.: Знание, 1979. — 48 с.
- Технический прогресс в мелиорации. — М.: Колос, 1983. — 238 с.
- Справочник по механизации орошения / Борис Григорьевич Штепа . — М. : Колос, 1979 . — 303 с. : ил.

## Награды и звания
Награждён орденами «Знак Почёта» (1966), Октябрьской Революции (1971), Трудового Красного Знамени (1982), Отечественной войны II степени (1987), 6 медалями.
Кандидат технических наук (1971), член-корреспондент ВАСХНИЛ (1982).